# Jaboticabal (tiểu vùng)
Jaboticabal là một tiểu vùng thuộc bang São Paulo, Brasil. Tiều vùng này có diện tích 4712 km², dân số năm 2007 là 385658 người.